# Ostatni dzień skazańca

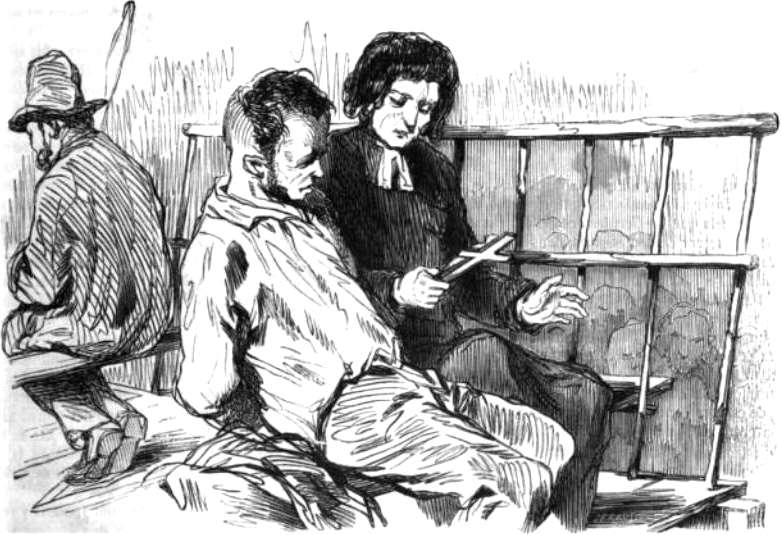
Ilustracja autora do Ostatniego dnia skazańca

Ostatni dzień skazańca (oryg. fr. Le Dernier Jour d'un condamné) – powieść Wiktora Hugo opublikowana w 1829, mająca wyrażać jego protest przeciw stosowaniu kary śmierci.

## Treść i forma
Powieść ma formę złożonego z 49 rozdziałów dziennika pisanego przez skazanego na śmierć w ciągu ostatniego dnia jego życia, w którym opisuje swój proces i niektóre epizody ze swojego życia. Czytelnik nie zna ani nazwiska skazańca, ani powodów, dla których został skazany (pada jedynie ogólnikowe stwierdzenie ja, który przelałem krew). Skazany opisuje swoje uczucia, lęk przed śmiercią, przeświadczenie o możliwości ułaskawienia, strach i obrzydzenie na widok zakuwanych w kajdany galerników, kontynuuje opis wydarzeń aż do momentu, gdy zostaje przewieziony do ratusza w celu zweryfikowania tożsamości i oddania w ręce kata. Dziennik urywa się słowami Muszą mnie ułaskawić!. Ostateczny los narratora nie jest znany czytelnikowi, chociaż prawie na pewno został on zgilotynowany.  

## Okoliczności powstania utworu
Przed napisaniem Ostatniego dnia skazańca Hugo odbył kilka wizyt do najważniejszych paryskich więzień, w tym do Bicêtre, gdzie obserwował zakuwanie w kajdany konwoju skazanych na galery. Przeczytał również pamiętniki Vidocqa, skąd zaczerpnął informacje o slangu więziennym i obyczajach panujących wśród strażników.

## Recepcja
Ostatni dzień skazańca zebrał różne recenzje. Jules Janin krytykował powieść porównując ją do trzystustronicowej, bezowocnej agonii. Uznał, że dramatyczny ładunek utworu nijak nie ma się do walki o zniesienie kary śmierci, wywołuje jedynie bezużyteczne napięcie u czytelnika. Ten sam autor napisał powieść Martwy osioł i zgilotynowana kobieta, która miała być parodią utworu Hugo. W podobnym tonie wypowiadał się Charles Nodier, który uważał, że pozbawiony bliższej tożsamości skazaniec nie budzi współczucia czytelnika i tym samym nie skłania go do ideowego stanowiska Hugo. Uznał on utwór za kolejne dzieło rozbuchanej wyobraźni Hugo, który już wcześniej dał dowód gotyckiego zamiłowania do okropności.
Równocześnie pojawiły się głosy broniące utworu. Sainte Beuve napisał, iż utwór do głębi porusza i zarazem ukazuje najdokładniejszą możliwą analizę wewnętrznych przeżyć skazańca, rzecz do tej pory niespotykana. Alfred de Vigny zachwycał się niezwykłym zestawieniem romantycznej wrażliwości i wyobraźni z ważnym społecznie problemem. Fiodor Dostojewski i Gustaw Flaubert byli zachwyceni i poruszeni utworem.